# Gran Premio Hipódromo Chile
El Gran Premio Hipódromo Chile es una carrera de caballos, que se disputa en el Hipódromo Chile el último sábado de abril o el primer sábado de mayo. Es un clásico de Grupo 1 para caballos de 3 años y más, es apodada como El clásico de los clásicos y es una de las carreras más tradicionales de la hípica chilena.

## Historia
Esta prueba llamada también "El clásico de los clásicos" fue instaurada en 1909, siendo ganador el caballo "Necio", en 1910 el ganador fue "Jenio" y en 1911 "Buena Raza" obtuvo la victoria.
No se corrió este clásico en los años 1917, 1918 y 1919, para, otra vez, una suspensión hasta el año 1925, tampoco se corrió en los años 1935, 1936, 1951 y 1955.
Sin embargo en 1958 se corrió 2 veces, porque las autoridades de entonces resolvieron que debía disputarse en primavera, cosa que cambió a finales de los años '70, porque volvió a su actual fecha, en otoño, para que los productos de tres años que terminaban el proceso selectivo, pudieran medir sus aptitudes con los caballos mayores, además este cambio de fecha también implicó un cambio de distancia que duró 10 años (entre 1978 y 1988 se corrió sobre 2400 metros), a partir de 1989 hasta la actualidad se corre sobre 2200 metros.

## Récords
Récord de la distancia: 
- We Can Seek (2005) con 2.22.21

Jinete con más triunfos
- 5 - Luis Torres (1995, 1996, 2012, 2014, 2020)

Preparador con más triunfos
- 6 - Juan Cavieres A. (1975, 1979, 1984, 2002, 2003, 2004)
- 6 - Patricio Baeza (1988, 1995, 1996, 1997, 1998, 2007)

Criador con más triunfos
- 9 - Haras Matancilla (1975, 1981, 1987, 1989, 1990, 2002, 2003, 2008, 2010)

## Ganadores del Gran Premio
Los siguientes son los ganadores de la prueba desde 1970.
| Año  | Caballo             | Jinete              | Preparador            | Stud                           | Haras                    | Tiempo  |
| ---- | ------------------- | ------------------- | --------------------- | ------------------------------ | ------------------------ | ------- |
| 1970 | El Tirol            | Sergio Azócar       | Óscar Silva G.        | Cristal                        | Santa Amelia             | 2.16.60 |
| 1971 | Naspur              | Valentín Ubilla     | César Covarrubias V.  | Haras El Bosque                | El Bosque                | 2.16.60 |
| 1972 | Peralén             | Sergio Azócar       | Delfín Bernal G.      | Lita                           | Santa Eladia             | 2.20.00 |
| 1973 | Zorro Rojo          | Juan Barraza        | Jorge Inda G.         | Paidahue                       | R. Lafuente B.           | 2.19.80 |
| 1974 | Mister Body         | Pedro Ulloa         | Rolando Pardo         | Forestal                       | San Roque                | 2.21.20 |
| 1975 | Jeremías            | Carlos Rivera       | Juan Cavieres A.      | La Candelaria                  | Matancilla               | 2.18.80 |
| 1976 | Portezuelo          | Óscar Escobar       | Luis Álvarez B.       | Huañuñe                        | Santa Eladia             | 2.17.60 |
| 1977 | El Gomero           | Sergio Vásquez      | Julio Castro R.       | On Chuma                       | Santa Isabel             | 2.17.40 |
| 1978 | El Gomero           | Sergio Vásquez      | Julio Castro R.       | On Chuma                       | Santa Isabel             | 2.30.60 |
| 1979 | Matías              | Adolfo González     | Juan Cavieres A.      | El Beagle                      | Itraque                  | 2.30.60 |
| 1980 | Amarko              | Juan Pérez          | Juan Zúñiga Q.        | De Las Condes                  | Pailahueque              | 2.33.60 |
| 1981 | Premio Nobel        | Sergio Vásquez      | Pedro Medina Ch.      | Matancilla                     | Matancilla               | 2.31.60 |
| 1982 | Seminola            | Sergio Azócar       | Luis Bernal G.        | Carampangue                    | Santa Amelia             | 2.34.20 |
| 1983 | Mocita Novata       | Ernesto Guajardo    | Ernesto 2.º Guajardo  | A. M. A.                       | Tarapacá                 | 2.33.00 |
| 1984 | High Master         | Adolfo González     | Juan Cavieres A.      | Haras Santa Eladia             | Santa Eladia             | 2.35.00 |
| 1985 | Cobertizo           | Sergio Azócar       | Carlos Urbina H.      | María y Gilda                  | Limachito                | 2.32.80 |
| 1986 | Poalco              | Claudio Leigthon G. | Óscar Silva G.        | Elepege                        | El Laja                  | 2.34.20 |
| 1987 | Grosor              | Gustavo Barrera     | Pedro Medina Ch.      | Matancilla                     | Matancilla               | 2.31.40 |
| 1988 | Carita Tostada      | Fernando Díaz       | Patricio Baeza A.     | Haras Santa Olga               | Santa Olga               | 2.31.40 |
| 1989 | Par de Reyes        | Joao Castillo       | María B. Campos       | Matancilla                     | Matancilla               | 2.20.00 |
| 1990 | Esmalte             | Gustavo Barrera     | Raúl Allen M.         | Choapa                         | Matancilla               | 2.19.40 |
| 1991 | Sacramentada        | Héctor Salazar      | Guillermo Aguirre A.  | Festiva                        | Curiche                  | 2.17.20 |
| 1992 | Mistificado         | Óscar Escobar       | Gabriel Ávila C.      | Los Metales                    | Picoltué                 | 2.19.60 |
| 1993 | Wind Fire           | Pedro Santos        | Carlos Urbina H.      | Haras La Gloria de Los Ángeles | La Gloria de Los Ángeles | 2.17.20 |
| 1994 | Enfático            | Pedro Santos        | Alfredo Bagú R.       | Tres Mosqueteros               | Cullinhue                | 2.16.80 |
| 1995 | Gran Ducato         | Luis Torres         | Patricio Baeza A.     | Komosar                        | Figurón                  | 2.16.00 |
| 1996 | Gran Ducato         | Luis Torres         | Patricio Baeza A.     | Komosar                        | Figurón                  | 2.12.40 |
| 1997 | Gran Ducato         | Gustavo Barrera     | Patricio Baeza A.     | Komosar                        | Figurón                  | 2.15.40 |
| 1998 | As de Copas         | Pedro Santos        | Patricio Baeza A.     | Luis Vidal A.                  | Figurón                  | 2.16.00 |
| 1999 | Españoleto          | David Sánchez       | Rodrigo López B.      | Yodatt                         | San Patricio             | 2.20.40 |
| 2000 | Buen Paso           | Héctor Barrera      | Carlos Urbina H.      | Haras La Gloria de Los Ángeles | La Gloria de Los Ángeles | 2.17.20 |
| 2001 | Deep Blue           | Pedro Santos        | Fernando Solar S.     | Pirque                         | Santa Olga               | 2.17.40 |
| 2002 | Derby Lodge         | Anyelo Rivera       | Juan Cavieres A.      | Aguilucho                      | Matancilla               | 2.19.80 |
| 2003 | Derby Lodge         | Anyelo Rivera       | Juan Cavieres A.      | Aguilucho                      | Matancilla               | 2.20.60 |
| 2004 | Cree en el Flechazo | David Sánchez       | Juan Cavieres A.      | El Cedro                       | Santa Olga               | 2.24.53 |
| 2005 | We Can Seek         | Richard Castillo    | Juan Cavieres A.      | Vendaval                       | Paso Nevado              | 2.22.21 |
| 2006 | Feliz de la Vida    | Anyelo Rivera       | Carlos Conejeros A.   | Botafógo                       | Santa Olga               | 2.22.67 |
| 2007 | Ramaje              | Fernando Díaz       | Patricio Baeza A.     | Laguna Blanca                  | Don Alberto              | 2.17.61 |
| 2008 | Cónsul Romano       | Fernando Díaz       | Juan P. Baeza J.      | Huelén                         | Matancilla               | 2.22.21 |
| 2009 | Last Impact         | David Sánchez       | Juan P. Baeza J.      | Agrícola Rapallo               | Don Alberto              | 2.22.81 |
| 2010 | Belle Watling       | Héctor I. Berríos   | Juan P. Baeza J.      | Don Theo                       | Matancilla               | 2.17.67 |
| 2011 | Ascot Prince        | Alejandro Maureira  | Juan P. Baeza J.      | Haras Jockey                   | Jockey                   | 2.22.21 |
| 2012 | Matter of Time      | Luis Torres         | José Álvarez D.       | El Negrito                     | El Sheik                 | 2.21.43 |
| 2013 | McQueen             | Christian Rojas     | Juan C. Pichara J.    | Mascato                        | Santa Isabel             | 2.17.66 |
| 2014 | Bronzo              | Luis Torres         | Jorge A. Inda D.      | Haras Don Alberto              | Don Alberto              | 2.18.84 |
| 2015 | El Distinto         | Gonzalo Ulloa       | Óscar Silva S.        | Cinco Estrellas                | Santa Amelia             | 2.20.38 |
| 2016 | Rey del Rock        | Rafael Cisternas    | Alejandro Padovani E. | Santa Verónica                 | Mocito Guapo             | 2.17.40 |
| 2017 | Kurilov             | Jorge A. González   | Carlos Bagú R.        | De Gourves                     | Paso Nevado              | 2.17.47 |
| 2018 | Glorioso Campeón    | Javier I. Guajardo  | Óscar Donate S.       | Campeón                        | Santa Olga               | 2.22.01 |
| 2019 | Win Here            | Alberto Vásquez     | Cristián Urbina R.    | L.F.                           | El Sheik                 | 2.20.92 |
| 2020 | Lobelius            | Luis Torres         | Luis Salinas T.       | Leonor                         | Don Alberto              | 2.21.44 |
| 2021 | Win Here            | Alberto Vásquez     | Carlos Urbina H.      | L.F.                           | El Sheik                 | 2.22.18 |
| 2022 | Súper Corinto (Arg) | Héctor I. Berríos   | Juan Suárez V.        | Jet Set (Per)                  | Firmamento (Arg)         | 2.18.08 |
| 2023 | Lukka               | Jorge A. González   | Juan P. Baeza J.      | Haras Jockey                   | Don Alberto              | 2.16.54 |
| 2024 | El Egipcio          | Guillermo Pontigo   | Eugenio Switt V.      | Flexográfica                   | Carioca                  | 2.23.48 |
| 2025 | Spazzatura          | Oscar Ulloa         | Juan P. Baeza J.      | La Nonna Ltda.                 | Don Alberto              | 2.16.66 |

## Última edición
El sábado 3 de mayo de 2025 se celebró una nueva edición del clásico Gran Premio Hipódromo Chile, en la cual se impuso el ejemplar y favorito de la carrera Spazzatura (hijo de Constitution), derrotando a Frateli La Vita, en tercera posición se colocó Yashua, en cuarta ubicación llegó Latour Cent y la tabla la cerró Steele. Spazzatura fue conducido por Óscar Ulloa, es preparado por Juan Pablo Baeza J. (ambos obtienen su primer "Gran Premio"), pertenece al stud La Nonna Ltda. y fue criado en el Haras Don Alberto.